# Wheels Within Wheels
Wheels Within Wheels – solowy album irlandzkiego gitarzysty Rory’ego Gallaghera, wydany pośmiertnie w 2003 roku. Skompilowany przez brata Rory’ego, Donala Gallaghera, zawiera 14 niepublikowanych wcześniej utworów akustycznych.

## Lista utworów
1. "Wheels Within Wheels"
2. "Flight to Paradise"
3. "As the Crow Flies"
4. "Lonesome Highway"
5. "Bratacha Dubha"
6. "She Moved Thro' the Fair/Ann Cran Ull"
7. "Barley and Grape Rag"
8. "The Cuckoo"
9. "Amazing Grace"
10. "Walkin' Blues"
11. "Blue Moon of Kentucky"
12. "Deep Elm Blues"
13. "Goin' to My Hometown"
14. "Lonesome Highway Refraining"